# 마카오 풋살 국가대표팀
마카오 풋살 국가대표팀은 마카오를 대표하는 풋살 국가대표팀으로 현재까지 FIFA 풋살 월드컵 본선 기록은 전무하며 축구대표팀과 마찬가지로 아시아 풋살 최약체팀 중 하나다.

## 국제 대회 경력

### AFC 풋살 아시안컵
AFC 풋살 아시안컵 본선에는 4번 참가하여 4번의 대회에서 모두 조별리그에서 탈락했고 그나마 홈에서 열린 2004년 대회에서 필리핀을 7-3으로 꺾고 풋살 아시안컵 본선 첫 승을 올렸고 이듬해인 2005년 대회에서도 필리핀과 2-2로 비기는 등 2대회 연속 승점 획득에는 성공하긴 했지만 이후 현재까지 풋살 아시안컵 본선 기록은 전무하다.

## 주요 대회 성적

### AFC 풋살 아시안컵
| 연도   | 결과      | 경기      | 승        | 무        | 패        | 득점      | 실점      |
| ------ | --------- | --------- | --------- | --------- | --------- | --------- | --------- |
| 1999년 | 예선 탈락 | 예선 탈락 | 예선 탈락 | 예선 탈락 | 예선 탈락 | 예선 탈락 | 예선 탈락 |
| 2000년 | 조별예선  | 4         | 0         | 0         | 4         | 5         | 45        |
| 2001년 | 예선 탈락 | 예선 탈락 | 예선 탈락 | 예선 탈락 | 예선 탈락 | 예선 탈락 | 예선 탈락 |
| 2002년 | 예선 탈락 | 예선 탈락 | 예선 탈락 | 예선 탈락 | 예선 탈락 | 예선 탈락 | 예선 탈락 |
| 2003년 | 조별예선  | 3         | 0         | 0         | 3         | 2         | 35        |
| 2004년 | 조별예선  | 4         | 1         | 0         | 3         | 9         | 35        |
| 2005년 | 1라운드   | 6         | 0         | 1         | 5         | 7         | 52        |
| 2006년 | 예선 탈락 | 예선 탈락 | 예선 탈락 | 예선 탈락 | 예선 탈락 | 예선 탈락 | 예선 탈락 |
| 2007년 | 불참      | 불참      | 불참      | 불참      | 불참      | 불참      | 불참      |
| 2008년 | 예선 탈락 | 예선 탈락 | 예선 탈락 | 예선 탈락 | 예선 탈락 | 예선 탈락 | 예선 탈락 |
| 2010년 | 예선 탈락 | 예선 탈락 | 예선 탈락 | 예선 탈락 | 예선 탈락 | 예선 탈락 | 예선 탈락 |
| 2012년 | 예선 탈락 | 예선 탈락 | 예선 탈락 | 예선 탈락 | 예선 탈락 | 예선 탈락 | 예선 탈락 |
| 2014년 | 예선 탈락 | 예선 탈락 | 예선 탈락 | 예선 탈락 | 예선 탈락 | 예선 탈락 | 예선 탈락 |
| 2016년 | ?         |           |           |           |           |           |           |
| 합계   | 4/13      | 17        | 1         | 1         | 15        | 23        | 167       |

### 실내 무도 아시안 게임
| 연도   | 결과     | 경기 | 승 | 무 | 패 | 득점 | 실점 |
| ------ | -------- | ---- | -- | -- | -- | ---- | ---- |
| 2005년 | 8강      | 3    | 0  | 0  | 3  | 4    | 38   |
| 2007년 | 조별예선 | 3    | 1  | 0  | 2  | 7    | 14   |
| 2009년 | 조별예선 | 2    | 0  | 0  | 2  | 0    | 27   |
| 2013년 | 조별예선 | 3    | 0  | 1  | 2  | 3    | 16   |
| 2017년 | ?        |      |    |    |    |      |      |
| 합계   | 4/4      | 11   | 1  | 1  | 9  | 14   | 95   |